# Sieć zaufania
Sieć zaufania (ang. web of trust) - zdecentralizowana metoda uwierzytelniania osób, w której nie ma hierarchicznej struktury organizacji uwierzytelniających, a zaufanie do poszczególnych certyfikatów jest sumą podpisów złożonych przez innych uczestników sieci.
Każdy uczestnik sieci podpisuje klucze osób, które osobiście zweryfikował. Podpis stanowi poświadczenie, że osoba podpisująca jest przekonana o autentyczności klucza oraz tym, że faktycznie należy on do osoby, która deklaruje, że jest jego właścicielem.
Jeśli ktoś z uczestników sieci chce sprawdzić, czy pewien klucz rzeczywiście należy do danej osoby, próbuje ułożyć łańcuch zaufania w postaci: „Ja zweryfikowałem, że X to X i podpisałem jego klucz KX, X zweryfikował, że Y to Y i podpisał jego klucz KY, itd., Z zweryfikował, że sprawdzany klucz rzeczywiście należy do tej osoby.”

## Zastosowanie
Na sieci zaufania opiera się OpenPGP.
CAcert oraz Thawte również wykorzystują model sieci zaufania do weryfikacji tożsamości swoich użytkowników. Sieć Thawte została zamknięta w listopadzie 2009.